# ケンタウルス座銀河団
ケンタウルス座銀河団（ケンタウルスざぎんがだん、英： Centaurus Cluster ； Abell 3526）は、約100の銀河から構成される銀河団であり、ケンタウルス座の方向、約1.55億光年の距離にある。最も明るい構成銀河は楕円銀河のNGC 4696（視直径約11'）である。ケンタウルス座銀河団が属しているうみへび座・ケンタウルス座超銀河団は、この銀河団と、IC 4329銀河団およびうみへび座銀河団から構成されている。
ケンタウルス座銀河団は、異なる速度を持つ2つの銀河サブグループから構成される。Cen 30 が NGC4696 を含むメインのサブグループである。Cen 45 は Cen 30 に対して相対速度1500 km/sで運動しており、いずれは、メインのサブグループに吸収されるであろうと考えられている。